# Евромиллионы
Евромиллионы — это межнациональная лотерея, запущенная 7 февраля 2004 года французской лотереей Française des Jeux, испанской лотереей Loterías y Apuestas del Estado и компанией Группа Камелот из Великобритании. Первый тираж прошел в пятницу 13го февраля 2004 года в Париже. Изначально в лотерее участвовали только Великобритания, Франция и Испания. Впоследствии 8 октября 2004 года к розыгрышу присоединились Австрия, Бельгия, Республика Ирландия, Люксембург, Португалия и Швейцария, Но с появлением лотерейной компании «JuegosOnce» в 2020 году в Испании, лотерею Euro Millions заменили на Euro Jackpot.
Розыгрыши проходят каждую неделю по вторникам и пятницам в 20:45 по местному времени в Париже. Обычный билет Евро Миллионов стоит EUR2.50, GBP2.00 или CHF3.00 за одну строку, в зависимости от местной валюты. (Опция Плюс стоит дополнительные EUR1.00 для каждой строки, на данный момент доступна в Ирландии и Португалии). Цена ставки в Великобритании возросла с GBP1.50 до GBP2.00 за строку 7 ноября 2009 года в связи с валютным курсом обмена EUR/GBP, а также добавлением Розыгрыша Миллионеров.
Все выигрыши, включая джекпот, не облагаются налогом (за исключением Швейцарии, Испании и Португалии с 2013 года) и выплачиваются единовременной суммой.

## Правила Розыгрыша
- Игрок выбирает пять основных номеров от 1 до 50.
- Игрок выбирает два различных счастливых звездных номера от 1 до 12.

Розыгрыш проходит по вторникам и пятницам в 20:45 по местному времени в Париже. Результаты публикуются на независимых сайтах около 23:00 в тот же вечер. Билеты в лотерею Евромиллионы продаются во многих магазинах, в большей степени в лицензированных отделах и на интернет-сайтах.
Структура игры была изменена во вторник 10 мая 2011 года, добавив второй еженедельный розыгрыш, а также увеличив выбор «счастливых звёздных номеров» с 9 до 11. Также была добавлена дополнительная призовая категория при совпадении двух основных номеров и ни одного «счастливого звёздного» номера.

## Юридические ограничения
- К игре допускается любой участник старше 18 лет, проживающий в одной из стран проведения лотереи. Минимальный допустимый возраст в некоторых странах варьируется, например в Великобритании он равен 16 годам.[1]
- На данный момент игра также доступна для участников из Андорры, Австрии, Бельгии, Франции, Ирландии, Острова Мэн, Лихтенштейна, Люксембурга, Монако, Португалии, Швейцарии и Великобритании.

## Структура игры
Изменение структуры призов произошло 10 мая 2011 года, 23 сентября 2016 года и 4 февраля 2020 года, и выбор номеров счастливых звездных был окончательно увеличен с 9 до 12. На данный момент структура призов следующая:
| Main номера   | счастливые звездные номера | распределе́ние вероя́тностей | распределе́ние вероя́тностей | % от призового фонда | Ожидаемый выигрыш (EUR) | Ожидаемый выигрыш (GBP) |
| Main номера   | счастливые звездные номера | Дробь                      | Десятичная дробь           | % от призового фонда | Ожидаемый выигрыш (EUR) | Ожидаемый выигрыш (GBP) |
| ------------- | -------------------------- | -------------------------- | -------------------------- | -------------------- | ----------------------- | ----------------------- |
| 2             | 0                          | 1 из 22                    | 0,0457                     | 16,59 %              | €4                      | £3                      |
| 2             | 1                          | 1 из 49                    | 0,0203                     | 10,30 %              | €6                      | £5                      |
| 1             | 2                          | 1 из 188                   | 0,0053                     | 3,27 %               | €7                      | £6                      |
| 3             | 0                          | 1 из 314                   | 0,0032                     | 2,70 %               | €9                      | £8                      |
| 3             | 1                          | 1 из 706                   | 0,0014                     | 1,45 %               | €11                     | £9                      |
| 2             | 2                          | 1 из 985                   | 0,0010                     | 1,30 %               | €14                     | £12                     |
| 3             | 2                          | 1 in 13.811                | 0,000072                   | 0,26 %               | €39                     | £33                     |
| 4             | 0                          | 1 из 14.125                | 0,000071                   | 0,37 %               | €57                     | £48                     |
| 4             | 1                          | 1 из 31.075                | 0,000032                   | 0,35 %               | €120                    | £101                    |
| 4             | 2                          | 1 из 621.503               | 0,0000016                  | 0,19 %               | €1.299                  | £1.094                  |
| 5             | 0                          | 1 из 3.107.515             | 0,00000032                 | 0,61 %               | €20.851                 | £17.555                 |
| 5             | 1                          | 1 из 6.991.908             | 0,00000014                 | 2,61 %               | €200.738                | £169.001                |
| 5             | 2                          | 1 из 139.838.160           | 0,0000000072               | 50 % или 42 %        | Джекпот                 | Джекпот                 |
| Фонд Усиления |                            |                            |                            | 10 % или 18 %        |                         |                         |

Фонд Усиления (Booster Fund) определён для пополнения джекпота, например чтобы увеличить его сумму в случае нескольких аккумуляций подряд. Разыгрываемая сумма каждой недели определяется заранее участвующими лотереями.
- Шанс на выигрыш любого приза равен 1 из 13
- Шанс на совпадение ни одного из 50 основных номеров и обоих счастливых звездных номеров равен примерно 1 из 188. Это означает, что этот случай более вероятен, чем совпадение 2х основных номеров и одного счастливого звездного номера (1 из 49). Однако, для совпадения 2х счастливых звездных номеров нет призовой категории (1 из 114).
- Начиная с 4 февраля 2020 года, 10 % призового фонда от 1-го по 5-й розыгрыш и 18 % от 6-го розыгрыша и далее будут переданы в «фонд усиления» (Booster Fund), который может быть использован для увеличения суммы джекпота.
- Ожидаемый выигрыш обозначается только примерно, и конечная сумма варьируется в зависимости от полного призового фонда и количества билетов, выигрывших по каждой призовой категории.
- Если джекпот, сумма которого составляет не менее EUR17.000.000, не был выигран, он будет накоплен до следующего розыгрыша.

14 июля 2011 года было введено новое правило, которое ограничивает джекпот на отметке EUR190.000.000 (около GBP170.000.000) без возможности увеличения лимита. И если джекпот остается невыигранным после 5х розыгрышей, деньги распределяются между победителями следующей призовой категории. С изменением правил с 4 февраля 2020 года рост джекпота теперь ограничен EUR250.000.000. Максимальный джекпот был увеличен до EUR200.000.000 в феврале 2020 года. Как только джекпот достигает EUR200.000.000, следующий предел джекпота увеличивается с шагом в EUR10.000.000 до тех пор, пока не будет достигнут фиксированный предел джекпота в EUR250.000.000.
Суперджекпоты на сумму не менее EUR100.000.000 приостанавливаются три раза в год.

## Супер Розыгрыши и Особые розыгрыши
Супер Розыгрыши и Особые розыгрыши — это специальные розыгрыши, когда джекпот установлен на гарантированном размере (часто EUR100 млн или иногда EUR130 млн), независимо от аккумуляции. Разница между Супер Розыгрышем и Особым розыгрышем состоит в том, что джекпот Супер Розыгрыша может аккумулироваться до следующего тиража, в то время как джекпот Особого розыгрыша в случае отсутствия победителя распределяется между следующими категориями, в которых есть победители.
Первый Супер Розыгрыш 2011 года прошел во вторник 10 мая в честь добавления второго еженедельного розыгрыша Евро Миллионов и изменения формата лотереи.
На сегодняшний день были проведены следующие Супер Розыгрыши:
- 09 февраля 2007 (EUR100 млн);
- 28 сентября 2007 (EUR130 млн);
- 08 февраля 2008 (EUR130 млн);
- 26 сентября 2008 (EUR130 млн);
- 06 марта 2009 (EUR100 млн);
- 18 сентября 2009 (EUR100 млн);
- 05 февраля 2010 (EUR100 млн);
- 01 октября 2010 (EUR100 млн);
- 10 мая 2011 (EUR100 млн);
- 04 октября 2011 (EUR100 млн);
- 28 сентября 2012 (EUR100 млн);
- 22 марта 2013 (EUR100 млн);
- 07 июня 2013 (EUR100 млн);
- 15 ноября 2013 (EUR100 млн);
- 07 марта 2014 (EUR100 млн);
- 03 октября 2014 (EUR100 млн);
- 06 марта 2015 (EUR100 млн)
- 05 июня 2015 (EUR100 млн);
- 06 ноября 2015 (EUR100 млн);
- 30 сентября 2016 (EUR130 млн);
- 15 сентября 2017 (EUR130 млн);
- 20 апрель 2018 (EUR130 млн);
- 21 сентября 2018 (EUR130 млн);
- 01 февраля 2019 (EUR120 млн);
- 07 июня 2019 (EUR130 млн);
- 07 февраля 2020 (EUR130 млн);
- 03 июля 2020 (EUR130 млн);
- 25 сентября 2020 (EUR130 млн);
- 20 ноября 2020 (EUR130 млн);
- 05 февраля 2021 (EUR130 млн);
- 04 июня 2021 (EUR130 млн;
- 24 сентября 2021 (EUR130 млн);).

(Правила игры были изменены 4 апреля 2011 года, был добавлен также Особый розыгрыш. На данный момент Особый Розыгрыш ещё не был проведен).

## Рекордные выигрыши
| Рейтинг | Дата             | Приз в евро | Приз в фунтах стерлингов | Страна         |
| ------- | ---------------- | ----------- | ------------------------ | -------------- |
| 1       | 15 октября 2021  | 220.000.000 | 185.548.000,00           | Франция        |
| 2       | 26 февраля 2021  | 210.000.000 | 182.028.000,00           | Швейцария      |
| 3       | 11 декабря 2020  | 200.000.000 | 183.120.000,00           | Франция        |
| 4       | 8 октября 2019   | 190.000.000 | 170.221.000,00           | Великобритания |
| 4       | 6 октября 2017   | 190.000.000 | 170.810.000,00           | Испания        |
| 4       | 24 октября 2014  | 190.000.000 | 149.758.000,00           | Португалия     |
| 4       | 10 августа 2012  | 190.000.000 | 148.656.000,00           | Великобритания |
| 8       | 12 июля 2011     | 185.000.000 | 161.653.000,00           | Великобритания |
| 9       | 19 февраля 2019  | 175.475.380 | 152.400.366,00           | Ирландия       |
| 10      | 13 ноябрь 2012   | 169.837.010 | 136.124.363,00           | Франция        |
| 11      | 11 октября 2016  | 168.085.323 | 153.361.048,00           | Бельгия        |
| 12      | 20 ноября 2015   | 163.553.041 | 114.814.234,00           | Португалия     |
| 13      | 2 октября 2018   | 162.403.002 | 144.603.632,00           | Швейцария      |
| 14      | 13 сентября 2011 | 162.256.622 | 141.872.754,94           | Франция        |
| 15      | 1 сентября 2020  | 157.170.843 | 139.992.069,00           | Франция        |
| 16      | 2 июня 2017      | 153.873.716 | 134.808.762,00           | Бельгия        |
| 17      | 2 апрель 2021    | 144.755.907 | 122.550.350,80           | Великобритания |
| 18      | 7 июля 2020      | 144.542.315 | 130.059.174,00           | Испания        |
| 19      | 24 апрель 2018   | 138.724.202 | 121.328.187,00           | Великобритания |
| 20      | 11 июня 2019     | 138.716.863 | 123.458.008,00           | Великобритания |
| 21      | 13 июня 2014     | 137.313.501 | 109.589.905,00           | Испания        |
| 22      | 19 декабря 2017  | 135.346.147 | 119.876.081,00           | Швейцария      |
| 23      | 29 марта 2013    | 132.486.744 | 112.017.541,00           | Франция        |
| 24      | 25 сентября 2020 | 130.000.000 | 118.729.000,00           | Испания        |
| 25      | 4 июня 2021      | 130.000.000 | 111.540.000,00           | Великобритания |
| 26      | 7 февраля 2020   | 130.000.000 | 110.500.000,00           | Испания        |
| 27      | 8 октября 2010   | 129.818.431 | 113.019.926,00           | Великобритания |
| 28      | 1 января 2019    | 129.645.665 | 114.969.775,70           | Великобритания |
| 29      | 14 марта 2014    | 129.384.564 | 107.932.603,20           | Великобритания |
| 30      | 12 июня 2015     | 129.204.405 | 93.388.943,90            | Великобритания |
| 31      | 8 мая 2009       | 126.231.764 | 113.027.921,50           | Испания        |
| 32      | 19 ноября 2019   | 122.766.852 | 105.100.701,90           | Великобритания |
| 33      | 13 мая 2011      | 121.019.633 | 105.892.179,00           | Испания        |
| 34      | 7 октября 2011   | 117.705.979 | 101.203.600,70           | Великобритания |
| 35      | 29 июля 2005     | 115.436.126 | 79.650.927,00            | Ирландия       |

## Перечень рекордных джекпотов
| Рейтинг | Дата            | Джекпот в евро | Победитель | Приз в евро | Приз в фунтах стерлинга |
| ------- | --------------- | -------------- | ---------- | ----------- | ----------------------- |
| 1       | 15 октября 2021 | 220.000.000    | 1          | 220.000.000 | 185.548.000,00          |
| 2       | 26 февраля 2021 | 210.000.000    | 1          | 210.000.000 | 182.028.000,00          |
| 3       | 11 декабря 2020 | 200.000.000    | 1          | 200.000.000 | 183.120.000,00          |
| 4       | 6 октября 2017  | 190.000.000    | 1          | 190.000.000 | 170.810.000,00          |
| 4       | 8 октября 2019  | 190.000.000    | 1          | 190.000.000 | 170.221.000,00          |
| 4       | 24 октября 2014 | 190.000.000    | 1          | 190.000.000 | 149.758.000,00          |
| 4       | 10 августа 2012 | 190.000.000    | 1          | 190.000.000 | 148.656.000,00          |
| 8       | 25 июня 2013    | 187.937.614    | 2          | 93.968.807  | 79.779.517,00           |
| 9       | 12 июля 2011    | 185.000.000    | 1          | 185.000.000 | 161.653.000,00          |
| 10      | 3 февраля 2006  | 183.573.078    | 3          | 61.191.026  | 44.575.511,45           |
| 11      | 17 ноября 2006  | 183.109.056    | 20         | 9.652.339   | 6.530.289,95            |

## История выигрышей
| Дата             | Приз                               | Победитель                                                                                                 | Детали |
| ---------------- | ---------------------------------- | --- | --- |
| 15 октября 2021  | €220.000.000 или £185.548.000,00   | 1 билет из Франции                                                                                         | Аноним, билет в Таити (заморская территория Франции). |
| 10 мая 2022      | €215,840,341 или £184.262.899,10   | 1 билет из Великобритании                                                                                  | Аноним, билет в Глостершире. |
| 13 августа 2021  | €113.156.128 или £96.295.864,00    | 1 билет из Испании                                                                                         | Аноним, билет в Лехона. |
| 4 июня 2021      | €130.000.000 или £111.540.000,00   | 1 билет из Великобритании                                                                                  | Аноним |
| 2 апрель 2021    | €144.755.907 или £122.550.350,80   | 1 билет из Великобритании                                                                                  | Аноним |
| 26 февраля 2021  | €210.000.000 или £182.028.000,00   | 1 швейцарский билет                                                                                        | Аноним, билет в немецкую часть Швейцарии. |
| 11 декабря 2020  | €200.000.000 или £183.120.000,00   | 1 билет из Франция                                                                                         | Аноним, билет на юг Франции. |
| 25 сентября 2020 | €130.000.000 или £118.729.000,00   | 1 билет из Испания                                                                                         | Аноним, билет в Вальядолид. |
| 1 сентября 2020  | €157.170.843 или £139.992.069,00   | 1 билет из Франция                                                                                         | Аноним, билет в Селесту. |
| 7 июля 2020      | €144.542.315 или £130.059.174,00   | 1 билет из Испания                                                                                         | группа из 15 человек из Майорга (Вальядолид). |
| 7 февраля 2020   | €130.000.000 или £110.500.000,00   | 1 билет из Испания                                                                                         | Аноним, билет в Мадрид. |
| 19 ноября 2019   | €122.766.852 или £105.100.701,90   | 1 билет из Великобритании                                                                                  | Стив и Ленка Томсон из Селси, графство Западный Суссекс. |
| 8 октября 2019   | €190.000.000 или £170.221.000,00   | 1 билет из Великобритании                                                                                  | Питер Уилсон |
| 19 июля 2019     | €107.683.454 или £96.710.509,00    | 1 билет из Испания                                                                                         | Аноним, билет в Сьюдад-Реаль. |
| 11 июня 2019     | €138.716.863 или £123.458.008,00   | 1 билет из Великобритании                                                                                  | Аноним, |
| 19 февраля 2019  | €175.475.380 или £152.400.366,00   | 1 ирландский билет                                                                                         | Аноним, билет в графство Дублин. |
| 1 января 2019    | €129.645.665 или £114.969.775,70   | 1 билет из Великобритании                                                                                  | Фрэнсис и Патрик Коннолли из Мойры под Белфастом. |
| 2 октября 2018   | €162.403.002 или £144.603.632,00   | 1 швейцарский билет                                                                                        | Аноним, билет в округе Аргау (кантон). |
| 21 августа 2018  | €107.839.228 или £96.785.706,00    | 1 бельгийский билет                                                                                        | Анонимный отец, билет в Фландрия. |
| 24 апрель 2018   | €138.724.202 или £121.328.187,00   | 1 билет из Великобритании                                                                                  | Аноним, |
| 23 февраля 2018  | €177.724.496 или £155.597.796,20   | 2 выигрышных билета (Испания и Великобритания)                                                             | Аноним, билета в Ла-Линеа и |
| 19 декабря 2017  | €135.346.147 или £119.876.081,00   | 1 швейцарский билет                                                                                        | Аноним, билет продан в округе Цюрих (кантон). |
| 6 октября 2017   | €190.000.000 или £170.810.000,00   | 1 билет из Испания                                                                                         | Аноним, билет в Лас-Пальмас-де-Гран-Канария. |
| 30 июня 2017     | €100.000.000 или £87.570.000,00    | 1 билет из Великобритании                                                                                  | Аноним, |
| 2 июня 2017      | €153.873.716 или £134.808.762,00   | 1 бельгийский билет                                                                                        | Аноним, билет в фламандский регион. |
| 11 октября 2016  | €168.085.323 или £153.361.048,00   | 1 бельгийский билет                                                                                        | Анонимный отец, билет в Схарбек, Брюссельский столичный регион. |
| 29 января 2016   | €132.376.632 или £100.765.091,00   | 2 выигрышных билета (Франция и Ирландия)                                                                   | Аноним, |
| 20 ноября 2015   | €163.553.041 или £114.814.234,00   | 1 билет из Португалия                                                                                      | Аноним, билет в Коимбра |
| 12 июня 2015     | €129.204.405 или £93.388.943,90    | 1 билет из Великобритании                                                                                  | Аноним, |
| 6 марта 2015     | €100.000.000 или £72.180.000,00    | 1 билет из Португалия                                                                                      | Аноним, билет в Фелгейраш |
| 26 декабря 2014  | €25.234.535 или £19.591.836,73     | 1 билет из Бельгии                                                                                         | Аноним, |
| 24 октября 2014  | €190.000.000 или £149.758.000,00   | 1 билет из Португалия                                                                                      | Аноним, билет в Каштелу-Бранку |
| 13 июня 2014     | €137.313.501 или £109.589.905,00   | 1 билет из Испания                                                                                         | Аноним, билет в Парла, Мадрид (автономное сообщество) |
| 14 марта 2014    | €129.384.564 или £107.932.603,20   | 1 билет из Великобритании                                                                                  | Hеил Tроттер из Лондона |
| 7 января 2014    | €130.277.770 или £108.247.799,00   | 2 выигрышных билета (Испания и Франция)                                                                    | Аноним, билета в Галисия и Эндр и Луара |
| 15 ноября 2013   | €100.000.000 или £83.830.000,00    | 1 испанский билет                                                                                          | Аноним, билет продан в городе Альмуньекар, провинция Гранада. |
| 23 августа 2013  | €93.948.087 или £80.738.985,00     | 1 швейцарский билет                                                                                        | Аноним, билет продан в округе Вале (кантон). |
| 25 июня 2013     | €187.937.614 или £159.559.034,00   | 2 выигрышных билета (Ирландия и Бельгия)                                                                   | Аноним, билеты были проданы в районе Дублина и в провинции Лимбург. |
| 28 мая 2013      | €95.372.874 или £81.381.673,30     | 1 билет из Великобритании                                                                                  | Аноним |
| 29 марта 2013    | €132.486.744 или £112.017.541,00   | 1 французский билет                                                                                        | Аноним, билет продан в департамент Сена и Марна. |
| 21 декабря 2012  | €101.835.641 или £83.087.699,00    | 1 французский билет                                                                                        | Аноним, билет продан в департамент Верхняя Гаронна. |
| 13 ноября 2012   | €169.837.010 или £136.124.363,00   | 1 французский билет                                                                                        | Аноним, билет продан в департамент Приморские Альпы. |
| 28 сентября 2012 | €100.000.000 или £79.750.000,00    | 1 испанский билет                                                                                          | Монтсеррат Мутже из Барселоны. |
| 10 августа 2012  | €190.000.000 или £148.656.000,00   | 1 билет из Великобритании                                                                                  | Адриан и Джиллиан Бэйфорт из Хэйверхилла, графство Саффолк |
| 7 октября 2011   | €117.705.979 или £101.203.600,70   | 1 билет из Великобритании                                                                                  | Дэйв и Анджела Доус из Уисбеча, графство Кембриджшир. |
| 13 сентября 2011 | €162.256.622 или £141.872.754,94   | 1 французский билет                                                                                        | Аноним, билет продан в департамент Кальвадос. |
| 12 июля 2011     | €185.000.000 или £161.653.000,00   | 1 билет из Великобритании.                                                                                 | Колин и Крис Уэйр из Ларгса возле Глазго. |
| 13 мая 2011      | €121.019.633 или £105.892.179,00   | 1 испанский билет                                                                                          | 30-летний пекарь Франциско Делгадо Родригес из города Пилас (Севилья). |
| 8 октября 2010   | €129.818.431 или £113.019.926      | 1 билет из Великобритании                                                                                  | Аноним. |
| 14 мая 2010      | €100.037.101 или £84,451,32        | 1 билет из Великобритании                                                                                  | Аноним |
| 12 февраля 2010  | €129.618.406 или £112.016.226      | 2 выигрышных билета (Испания и Великобритания)                                                             | Найджел Пэйдж и Жюстин Лэйкок из Сайренчестера, графство Глостершир, выиграли £56.008.113,20 |
| 6 ноября 2009    | €102.199.675 или £91,141,671       | 2 выигрышных билета, оба из Великобритании                                                                 | Два победителя разделили между собой джекпот, получив по £45,5 млн каждый, на момент выигрыша это был самый крупный джекпот, выплаченный в Великобритании. Один из билетов принадлежал группе из 7 человек из Ливерпуля (каждый получил по £6,5 млн); второй билет принадлежал Лесу Скаддингу и Саманте Пичи-Скаддинг из Ньюпорта, Уэльс.                                 |
| 18 сентября 2009 | €100 миллионов или £89 миллионов   | 1 французский билет                                                                                        | Группа из 15 игроков. Каждый участник получил более €6 миллионов. Билет продан в департамент Буш-дю-Рон. |
| 8 мая 2009       | €126.231.764 или £113.027.921,50   | 1 испанский билет                                                                                          | 25-летняя испанка с Мальорки, имя которой не упоминается. На момент выигрыша это был самый крупный джекпот, выплаченный в Европе. |
| 6 марта 2009     | €100 миллиона                      | 2 выигрышных билета (Франция и Австрия)                                                                    | Два победителя из Штирии и Сен-Мишель, департамент Шаранта, делят между собой джекпот и получают по 50 миллионов евро каждый. |
| 26 сентября 2008 | €130 миллионов                     | 15 победителей                                                                                             | Не было ни одного победителя, угадавшего 5 основных номеров и оба счастливых звездных номера. Джекпот Супер Розыгрыша был разделен между игроками, угадавшими 5 основных номеров и один счастливый звездный номер. Каждый из них выиграл примерно по €9,2 миллиона. |
| 5 сентября 2008  | €119 миллиона                      | 2 победителя из Испании и Португалии                                                                       | 2 игрока разделили между собой джекпот, получив около €60 миллионов каждый. |
| 8 февраля 2008   | €130 миллионов                     | 16 человек                                                                                                 | Не было ни одного победителя, угадавшего 5 основных номеров и оба счастливых звездных номера. Джекпот Супер Розыгрыша был разделен между игроками, угадавшими 5 основных номеров и один счастливый звездный номер. Каждый из них выиграл примерно по €8,6 миллиона. |
| 28 сентября 2007 | €130 миллионов                     | 14 человек                                                                                                 | Не было ни одного победителя, угадавшего 5 основных номеров и оба счастливых звездных номера. Джекпот Супер Розыгрыша был разделен между игроками, угадавшими 5 основных номеров и один счастливый звездный номер. Каждый из них выиграл примерно по €9,8 миллиона. |
| 10 августа 2007  | €52,6 миллиона или £35,4 миллиона  | 1 билет из Великобритании                                                                                  | 40-летняя Анджела Келли, бывший администратор Королевской Почтовой Службы из Ист-Килбрайда, графство Саут-Ланаркшир, Шотландия. На момент выигрыша это был самый крупный лотерейный приз в Великобритании. |
| 9 февраля 2007   | €100 миллионов или £67,9 миллионов | 1 бельгийский билет                                                                                        | Мужчина, пожелавший остаться неназванным, выиграл джекпот Евро Миллионов по билету, купленному в газетном киоске в городе Тинен. Этот выигрыш был самым крупным в Бельгии на момент получения приза, а также третьим по размеру выигрышем по одному билету за историю Евро Миллионов.                                                                                     |
| 17 ноября 2006   | €183 миллиона или £124 миллиона    | 20 человек (7 из Великобритании, 4 из Франции, 3 из Испании, 3 из Португалии, 2 из Ирландии, 1 из Бельгии) | Не было ни одного победителя, угадавшего 5 основных номеров и оба счастливых звездных номера. Джекпот Супер Розыгрыша был разделен между 20 игроками, угадавшими 5 основных номеров и один счастливый звездный номер. Каждый владелец билета получил 5 % от джекпота плюс стандартный приз категории 5+1 (в общей сложности более €9,6 миллиона или £7,1 миллиона каждый. |
| 31 марта 2006    | €75.753.123 или £56.608.222        | 1 бельгийский билет                                                                                        | Бельгиец из Брюсселя, пожелавший остаться неназванным. Это был вторым по величине лотерейным призом в Бельгии, и третьим по величине лотерейным призом, выигранным по одному билету. |
| 3 февраля 2006   | €183 миллиона или £134 миллиона    | 3 человека (2 из Франции, 1 из Португалии)                                                                 | 3 владельца билетов (2 из Франции, 1 из Португалии) Каждый получил более €60 миллионов |
| 29 июля 2005     | €115.436.126 или £79.650.927       | 1 ирландский билет                                                                                         | Долорес МакНамара, 45-летняя мать 6 детей из Гарриоуэна, графство Лаймрик, Республика Ирландии. На тот момент это был самый крупный выигрыш в истории Евро Миллионов, выплаченный по одному билету. Она получила свой приз 4 августа 2005 года в головном офисе Ирландской Национальной Лотереи в Дублине.                                                                |

## Распределение прибыли
В Великобритании общая прибыль лотереи Евромиллионы распределяется следующим образом:
0,5 % — прибыль организации Camelot;
4,5 % — операционные расходы;
5 % — комиссия продавцам билетов;
12 % — государственная пошлина;
28 % — благотворительность;
50 % — победителям.